# Mouvement d'indépendance coréen

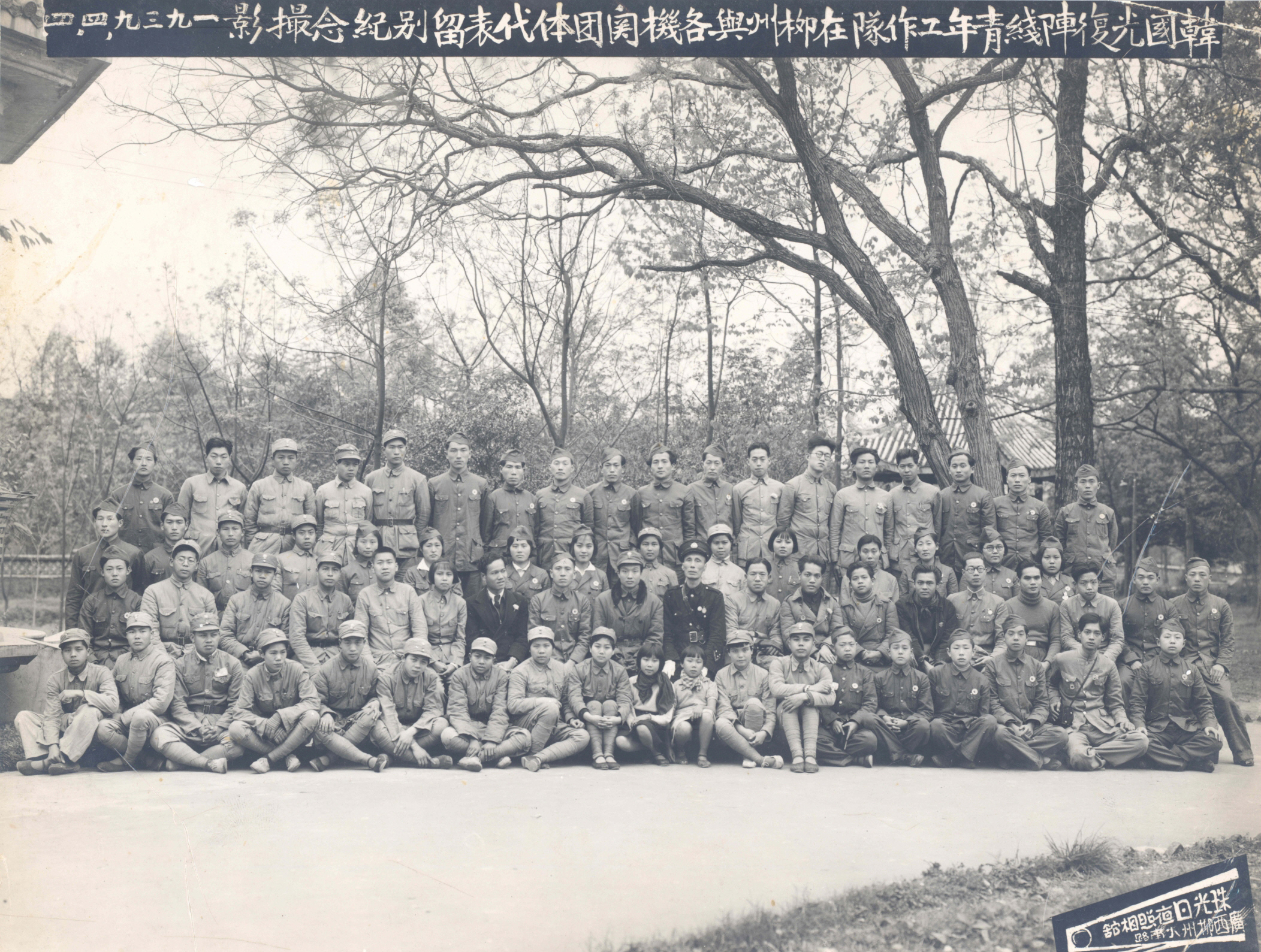
L'armée de libération de la Corée

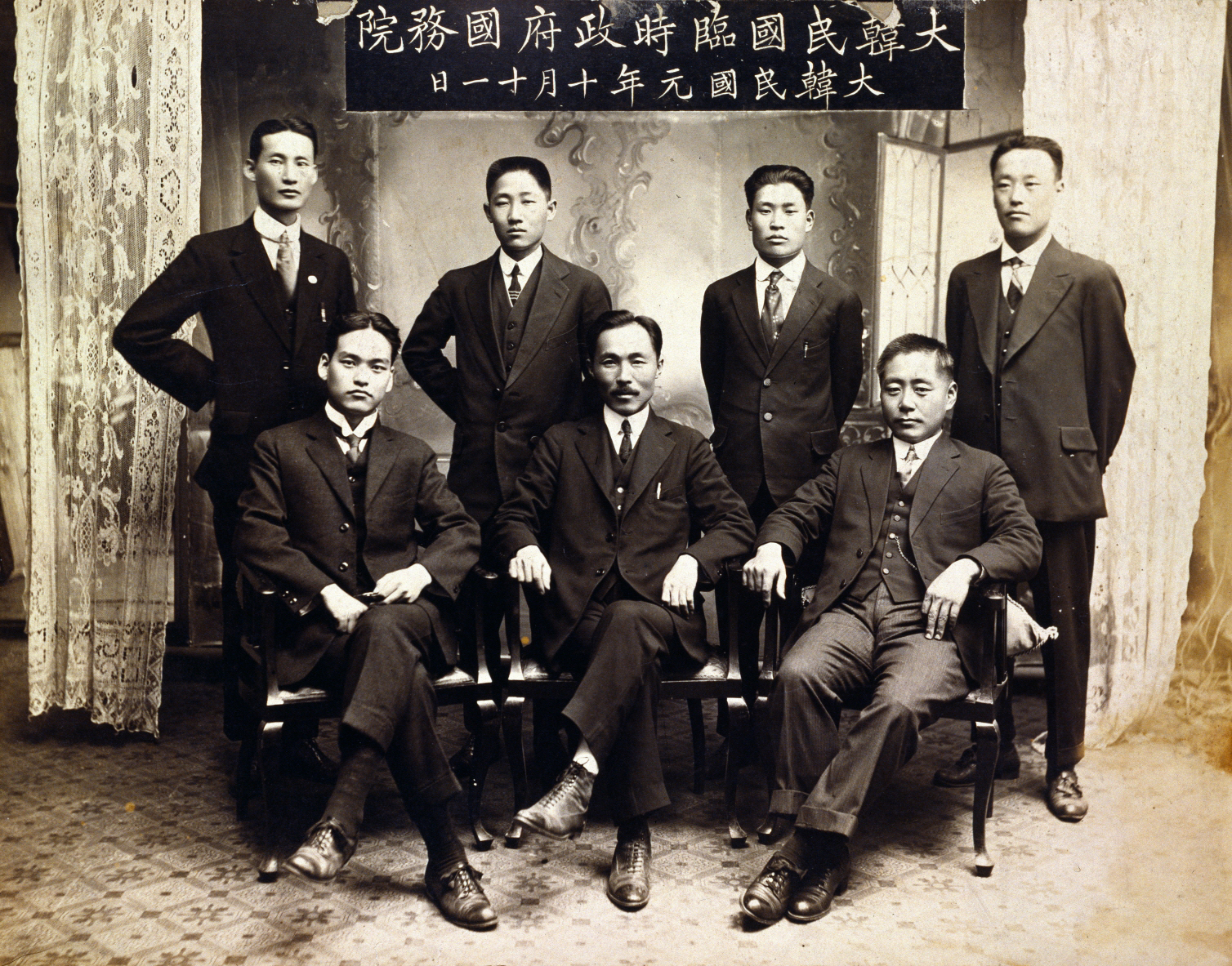
Gouvernement provisoire de la république de Corée en 1919.

Le mouvement d'indépendance coréen (hangeul: 한국의 독립운동; RR: Hangil Dongnip Undong) est une campagne militaire et diplomatique ayant pour but de rendre la Corée indépendante du Japon. À la suite du brigandage japonais de la Corée de 1910, une résistance nationale se met en place et culmine lors du mouvement du 1er Mars 1919 qui est écrasé et force les indépendantistes coréens à se réfugier en Chine. Sur place, ils tissent des liens avec le gouvernement nationaliste qui soutient le gouvernement provisoire de la république de Corée en tant que gouvernement en exil. À la même époque, l'armée de libération de Corée, qui opère sous le commandement de la commission des affaires militaires chinoise puis du gouvernement provisoire de Corée, mène des attaques contre le Japon.
Au début de la guerre du Pacifique, la Chine devient l'un des Alliés de la Seconde Guerre mondiale. Durant la seconde guerre sino-japonaise, le pays tente d'utiliser ce statut influent pour affirmer la reconnaissance alliée du gouvernement provisoire de Corée. Cependant, les États-Unis restent sceptiques quant à l'unité et à la volonté d'indépendance de la Corée, préférant une solution de type mandat international (en) pour la péninsule. Bien que la Chine obtient l'accord des Alliés sur l'indépendance éventuelle de la Corée lors de la déclaration du Caire de 1943, les désaccords continus et l'ambiguïté sur le gouvernement coréen d'après-guerre durent jusqu'à la guerre soviéto-japonaise, créant de facto une division de la Corée entre les zones soviétiques et américaines, prémices à la guerre de Corée.
La date de la reddition du Japon est un jour férié appelé Gwangbokjeol (« Journée de la lumière renvoyée ») en Corée du Sud, et Chogukhaebangŭi nal (« Journée de la libération de la patrie ») en Corée du Nord.

## Histoire

### Avant l'occupation japonaise de la Corée
La dernière monarchie indépendante coréenne, la dynastie Joseon, perdure pendant plus de 500 ans (1392–1910), à la fois durant le royaume Joseon puis plus tard pendant l'Empire coréen. Son statut international et ses politiques sont principalement menés par une diplomatie prudente avec un pouvoir sous influence chinoise (pendant cette période, la Chine connaît la fin de la dynastie Yuan et l'ascension et la chute de la dynastie Ming et de la dynastie Qing), bien que d'autres relations internationales existent. Grâce à ces manœuvres et à une stricte application de politiques intérieures et étrangères néo-confucéennes, la Corée Joseon conserve le contrôle de ses affaires intérieures et une relative autonomie internationale, bien que ce soit en réalité les dirigeants chinois qui conservent le pouvoir pendant la majeure partie de cette période. Ces politiques permettent de maintenir l'indépendance relative et l'autonomie nationale de la Corée malgré un certain nombre de bouleversements régionaux et plusieurs invasions (dont les invasions japonaises de la Corée de 1592 à 1598 ainsi que les première et seconde invasions mandchoues de la Corée).
Cependant, à la fin du XIXe et au début du XXe siècle, avec la montée de l'impérialisme occidental renforcé par la révolution industrielle et d'autres grandes tendances internationales, l'affaiblissement de la Chine rend également la Corée vulnérable aux manœuvres et empiétements étrangers, à la fois comme une cible en soi mais aussi comme tremplin vers la Chine. Cette période (s'étalant approximativement de 1870 à l'annexion par le Japon en 1910) est marquée en Corée par de grands bouleversements, de nombreuses intrigues, une incapacité de la Corée Joseon puis de l'Empire coréen à se dresser face aux manœuvres régionales des grandes puissances (dont l'Empire russe, l'empire du Japon, la Chine, et dans une moindre mesure la France, la Grande-Bretagne et les États-Unis), et des révoltes et insurrections. Durant la Première guerre sino-japonaise de 1895, il apparaît évident que la Chine est devenue incapable de protéger ses intérêts internationaux, et à peine ses nationaux, contre ses adversaires, et que ses tentatives de modernisation de son armée et de ses institutions sont un échec.

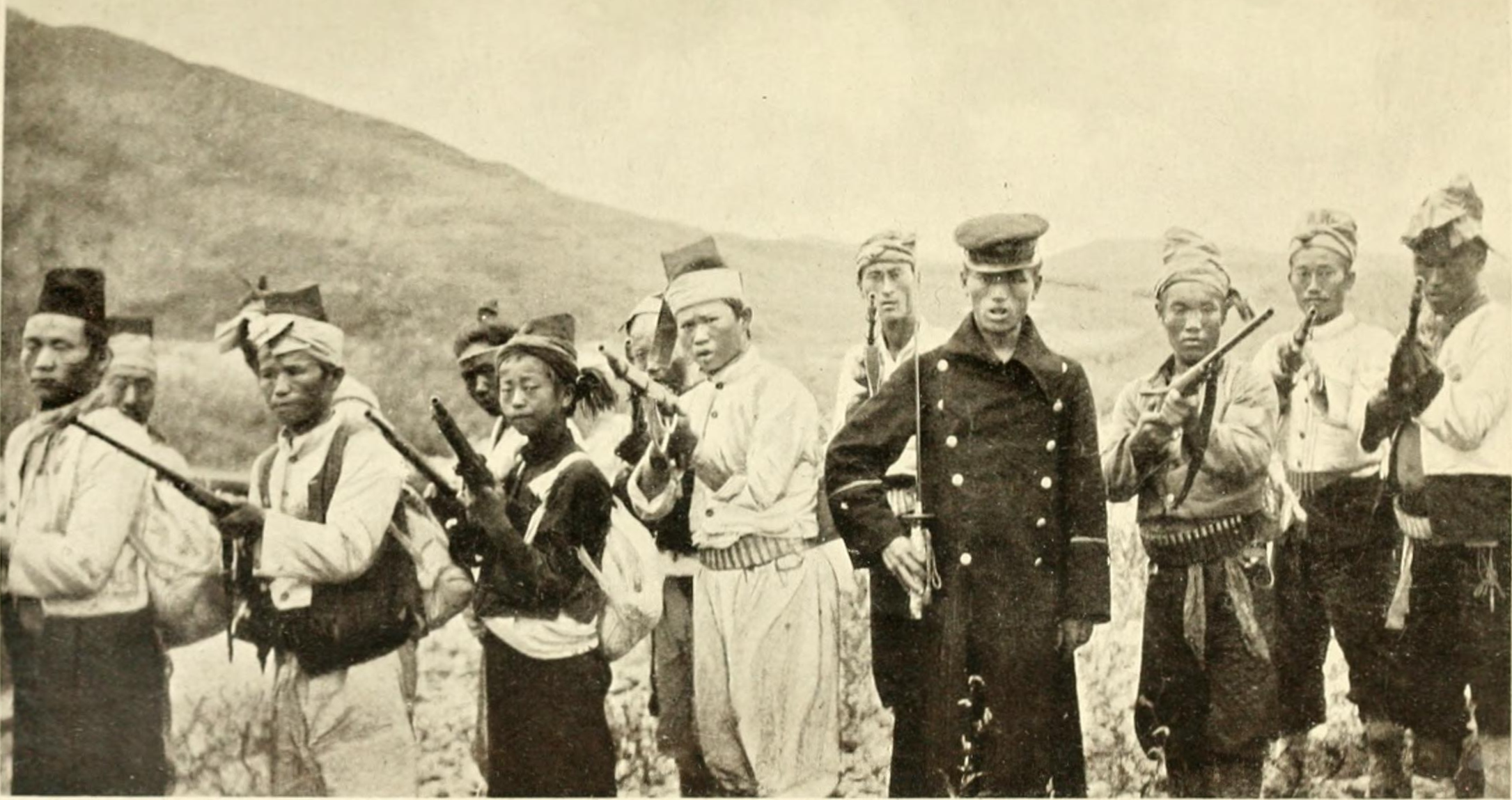
Rebelles coréens pour l'indépendance en 1907.

Entre autres, le traité de Shimonoseki qui met fin à la guerre stipule que la Chine devra renoncer à sa suzeraineté et son influence sur la Corée, reconnaître l'indépendance et l'autonomie totales de la Corée et mettre fin au système des tributs qui unit la Chine et la Corée depuis de nombreux siècles. Dans les faits, cette stipulation implique le transfert de l'influence étrangère sur la Corée de la Chine au Japon, tandis que les forces japonaises prennent position dans la péninsule coréenne durant la guerre. Cela ouvre la voie au Japon impérial pour renforcer son influence sur la Corée, libéré d'une intervention officielle chinoise. En 1905, le traité d'Eulsa établit l'Empire coréen (dont le statut impérial, établi en 1897, déclare le roi Kojong sur un pied d'égalité juridique avec ses souverains voisins et la rupture complète des liens de vassalité de la Corée à la Chine) comme protectorat du Japon. En 1907, le traité nippo-coréen stipule que les politiques de la Corée seront promulguées et appliquées sous la direction d'un résident-général japonais. Et en 1910, par le traité d'annexion de la Corée, le Japon officialise son contrôle de la Corée, une mesure pour laquelle il se prépare depuis longtemps. Tous ces traités sont obtenus sous la contrainte, et malgré cela, l'empereur Sunjong de Corée refuse de signer l'un d'entre eux et les considère comme illégaux (bien qu'il n'ait aucun pouvoir réel de s'opposer à leur promulgation et à leur application).
Plus tard, le traité de 1905 (et par extension le traité de 1907) ainsi que le traité d'annexion de 1910 sont déclarés « nuls et non avenus » lors de la normalisation des relations entre la république de Corée et le Japon en 1965.

### Colonisation japonaise

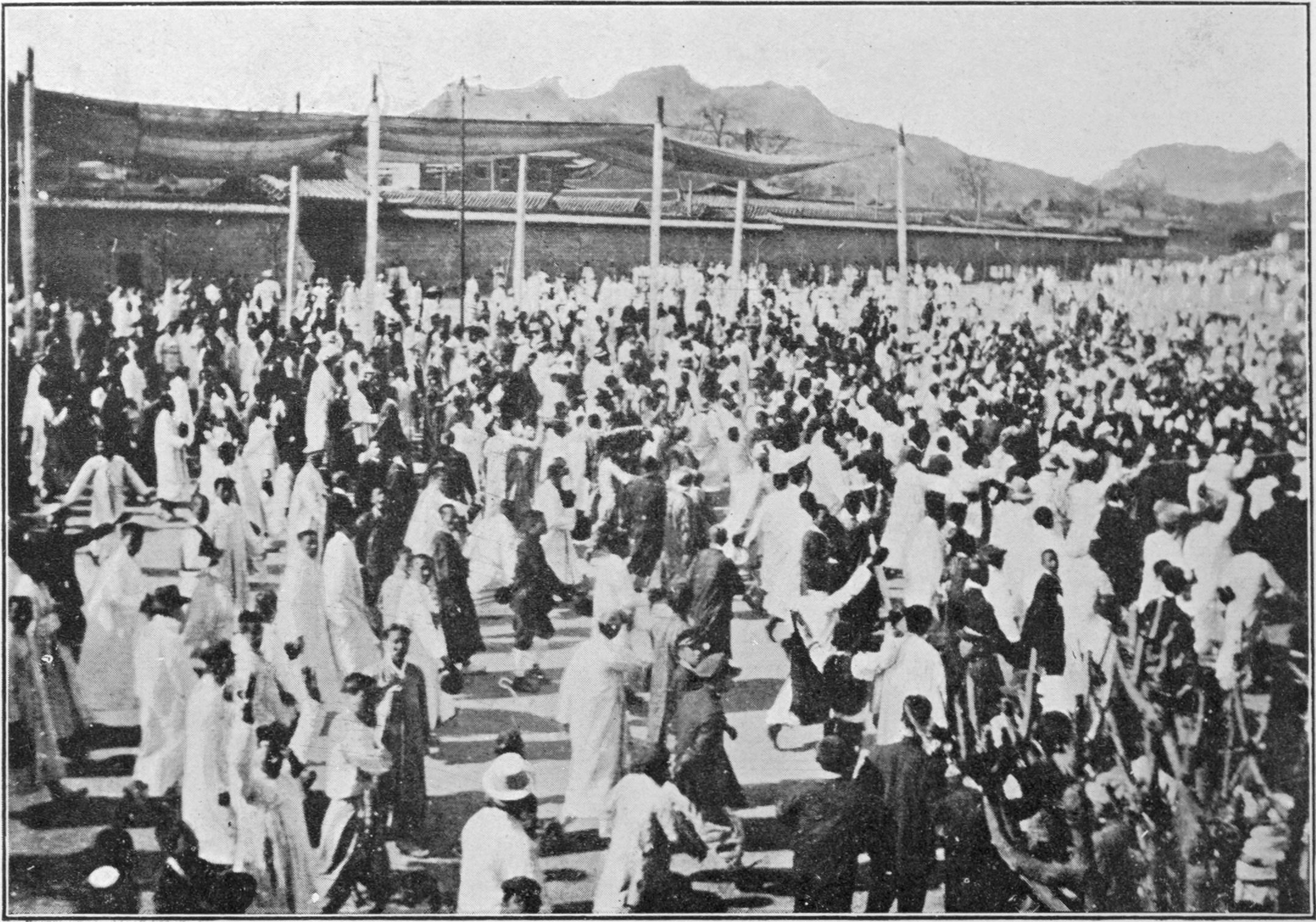
Le Mouvement d'Indépendance du 1er Mars 1919 est l'une des scènes les plus importantes dans l'histoire de la résistance coréenne contre l'oppression illégitime du japon.

La régime japonais qui suit est très oppressif et provoque de nombreux mouvements de résistance coréens. En 1919, ceux-ci s'étendent sur tout le pays, culminant avec le mouvement du 1er mars.
La domination japonaise évolue avec le temps. Au début, une répression très dure a lieu dans la décennie qui suit l'annexion. La politique japonaise en Corée est nettement différente de celle de son autre colonie, Formose (Taïwan). Cette période est appelée Amhukki (« Période sombre ») par les Coréens. Des dizaines de milliers de Coréens sont arrêtés pour raisons politiques. La dureté de la domination japonaise renforce le soutien populaire au mouvement indépendantiste coréen. Beaucoup de Coréens quittent le pays, certains d'entre eux forment des associations en Mandchourie pour militer pour l'indépendance de la Corée. Certains se rendent au Japon, où des groupes clandestins naissent, notamment un important groupe de communistes coréens qui est en danger du fait de ses activités politiques.
L'opposition de la Corée aux politiques coloniales provoque en partie un assouplissement de certaines politiques sévères. Le prince héritier coréen épouse la princesse japonaise Nashimoto. L'interdiction des journaux coréens est levée, ce qui permet la publication du Chosun Ilbo et du Dong-a Ilbo. Les employés du gouvernement coréen reçoivent le même salaire que les fonctionnaires japonais, bien que ceux-ci bénéficient de primes que les Coréens n'ont pas. Les corrections physiques sont interdites pour les infractions mineures mais pas pour d'autres. Les lois interférant avec l'enterrement, l'abattage des animaux, les marchés paysans, ou les coutumes traditionnelles sont supprimées ou modifiées.
Après la promulgation des lois de préservation de la paix en 1925, certaines libertés sont restreintes. Puis, à la veille de l'invasion de la Chine et de la Seconde Guerre mondiale, la dureté de la domination japonaise augmente de nouveau.

### Diplomatie durant la Seconde Guerre mondiale
Bien que l'empire du Japon ait envahi et occupé le nord-est de la Chine en 1931, le gouvernement nationaliste chinois essaie d'éviter de déclarer la guerre au Japon jusqu'à ce que ce-dernier attaque directement Pékin en 1937, déclenchant la seconde guerre sino-japonaise. Après la déclaration de guerre américaine au Japon (en) en 1941, la Chine devient l'un des Alliés de la Seconde Guerre mondiale, et tente d'exercer son influence au sein du groupe pour soutenir l'anticolonialisme nationalisme, qui comprend la demande de capitulation totale du Japon suivi de l'indépendance immédiate de la Corée par la suite.
La Chine essaie de légitimer le gouvernement provisoire de la république de Corée, établi par des Coréens en Chine après la répression cruelle du mouvement du 1er mars en Corée. Le gouvernement provisoire est idéologiquement aligné au gouvernement chinois de l'époque, et le meneur de l'indépendance, Kim Koo, est en accord avec la suggestion de Tchang Kaï-chek d'adopter les Trois principes du peuple de Sun Yat-sen en échange d'une aide financière. Dans le même temps, la Chine soutient le chef indépendantiste de gauche Kim Won-bong et convainc les deux Kim de former une armée de libération de Corée unifiée. Selon les termes sous lesquels cette armée est autorisée à opérer en Chine, elle devient un auxiliaire de l'armée nationale révolutionnaire chinoise jusqu'en 1945. La commission des affaires militaires chinoise décide également de l'« indépendance complète » de la Corée dans sa politique fondamentale. Par ailleurs, le gouvernement à Chongqing tente d'unifier les factions coréennes en guerre.

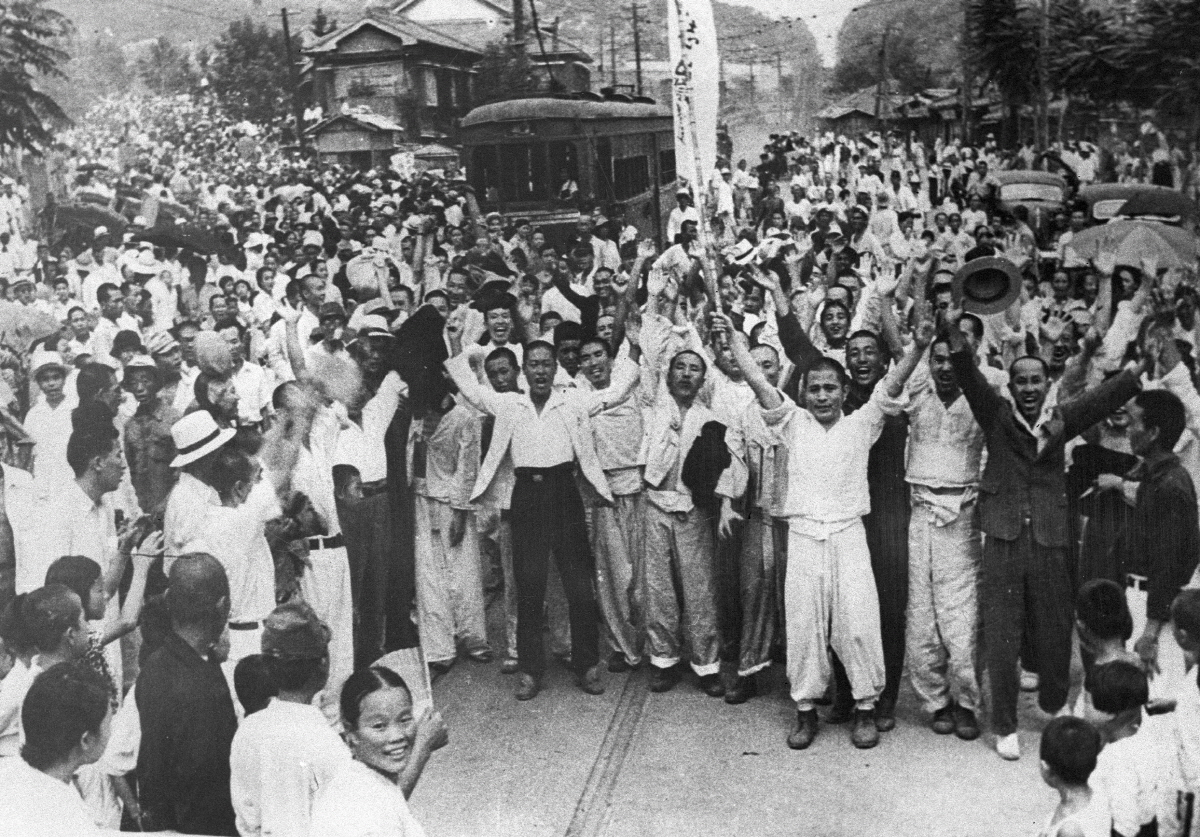
Libération des militants indépendantistes coréens le 16 août 1945 après la reddition du Japon.

Bien que Tchang et les chefs indépendantistes, tel que Syngman Rhee, tentent d'influencer le Département d'État des États-Unis de soutenir l'indépendance coréenne et de reconnaître son gouvernement provisoire, la division d'Extrême-Orient est sceptique. Son argument est que le peuple coréen est « politiquement émasculé » après des décennies de domination japonaise, et montre trop de désunion, préférant la mise en place d'un condominium sur la Corée avec les Soviétiques. La Chine est catégoriquement opposée à l'influence soviétique en Corée après avoir appris les atrocités soviétiques en Pologne après sa « libération ». Durant la conférence du Caire de 1943, les États-Unis et la Chine parviennent à se mettre d'accord sur l'indépendance de la Corée « en temps voulu », la Chine continuant de réclamer une reconnaissance immédiate du gouvernement en exil et une date tangible pour l'indépendance. Après la détérioration des relations soviéto-américaines, le 10 août 1945, le Département de la Guerre des États-Unis convient que la Chine devra débarquer des troupes à Busan en Corée pour empêcher une prise de contrôle soviétique. Cependant, ce retournement est trop tard pour empêcher le division de la Corée car l'Armée rouge occupe rapidement le nord de la Corée le même mois.

## Idéologies et préoccupations
Bien qu'il y ait de nombreux mouvements distincts contre la domination coloniale, l'idéologie ou le but principal du mouvement est de libérer la Corée de la domination militaire et politique japonaise. Les Coréens sont préoccupés par la domination étrangère et le statut de la Corée comme colonie. Ils veulent restaurer l'indépendance politique de la Corée après que le Japon ait envahi un Empire coréen affaibli et peu modernisé. Cela est le résultat des manœuvres politiques du Japon pour obtenir l'approbation internationale pour le traité d'annexion de la Corée.
Pendant le mouvement d'indépendance, le reste du monde considère le mouvement de résistance de la Corée comme une rébellion raciste, anti-impérialiste, anti-militariste et surtout anti-japonaise. Les Coréens, cependant, voient le mouvement comme une étape pour libérer la Corée de la domination militaire japonaise.
Le gouvernement de la Corée du Sud est (ou du moins a été) critiqué pour ne pas avoir accepté les socialistes coréens qui se sont battus pour l'indépendance de la Corée.

## Tactiques
Il n'y a pas de stratégie ou de tactique principale qui prévaut dans le mouvement de résistance, mais il y a des étapes importantes où certaines tactiques ou stratégies sont prédominantes.
De 1905 à 1910, la plupart des activités du mouvement sont fermées à la classe intellectuelle et à l'élite. Pendant ce temps, des tentatives militaristes et violentes sont menées pour résister aux Japonais. La plupart des tentatives sont désorganisées, dispersées et sans chef et se montrent incapables d'empêcher les arrestations et la surveillance du Japon.
La période de 1910 à 1919 est le temps d'éducation pendant l'ère coloniale. De nombreux manuels coréens sur la grammaire et l'orthographe circulent dans les écoles. Il commence à y avoir une tendance de résistance intellectuelle à la domination japonaise. Cette période, aidée par les principes progressistes de Woodrow Wilson, donne naissance à une population étudiante consciente, nationaliste et désireuse. Après le mouvement du 1er mars 1919, les grèves deviennent prévalentes dans le mouvement. Jusqu'en 1945, les universités servent de refuge et de source d'étudiants soutenant davantage le mouvement. Ce système de soutien conduit à l'amélioration des installations scolaires. De 1911 à 1937, la Corée est aux prises avec des problèmes économiques (le reste du monde traversant la Grande Dépression après la Première Guerre mondiale). Beaucoup de plaintes de travailleurs apparaissent contre la domination coloniale du Japon. Au cours de cette période, il y a 159 061 litiges avec des travailleurs au sujet des salaires et 1018 différends impliquant 68 686 agriculteurs louant leurs terres. En 1926, les conflits commencent à s'accélérer et les réclamations concernant le travail apparaissent davantage au sein du mouvement pour l'indépendance.

## Types de mouvements

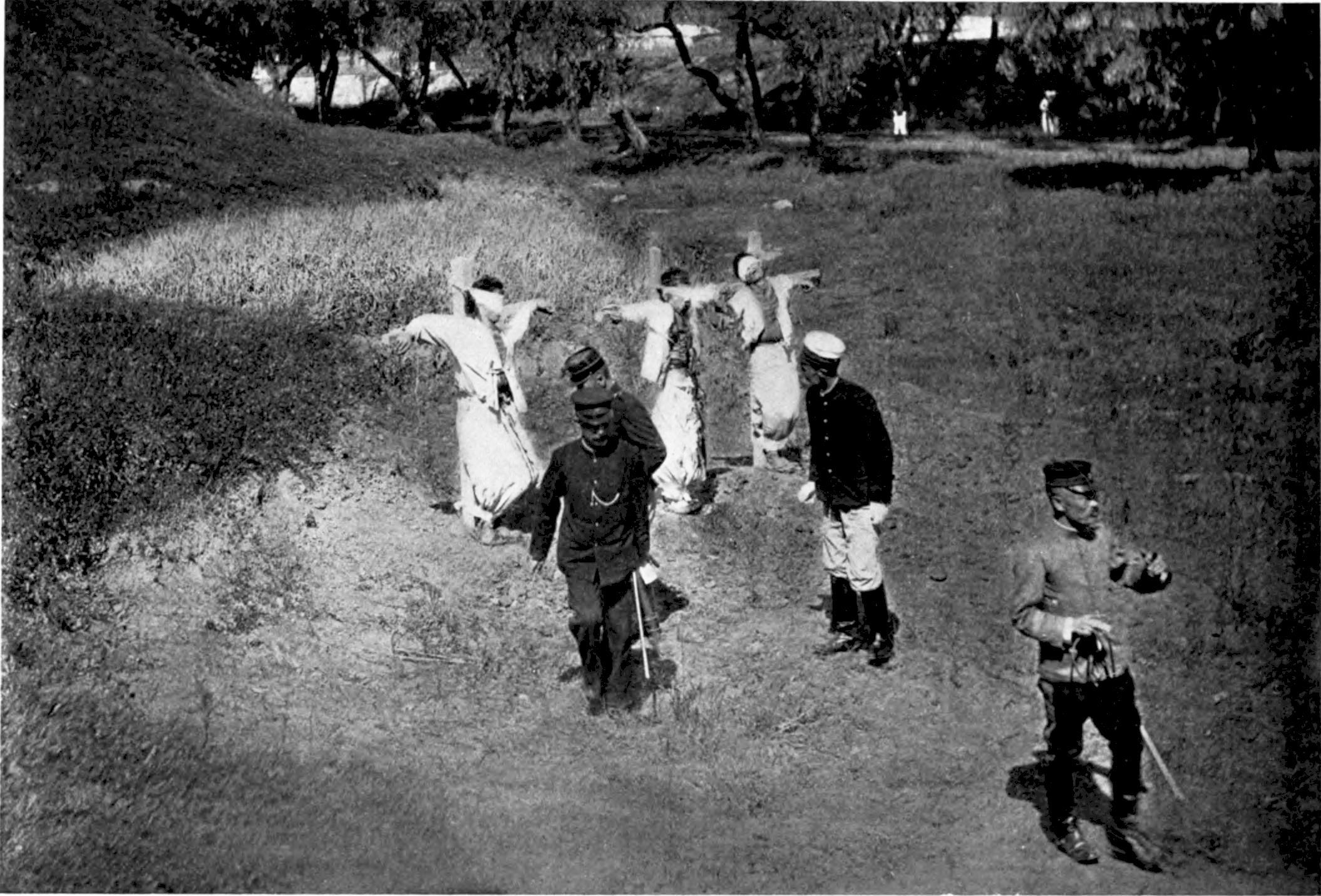
Exécution de Coréens par les Japonais.

Il y a vaguement trois sortes de groupes indépendantistes : les groupes religieux issus du confucianisme coréen et des communautés chrétiennes; les anciens groupes de l'armée régulière et irrégulière; et les expatriés professionnels et intellectuels qui forment le cadre théorique et politique à l'étranger.

### Groupes religieux
Les Coréens ayant introduit le catholicisme en Corée vers la fin du XVIIIe siècle ont fait face à une intense persécution. Les missionnaires méthodistes et presbytériens bénéficient au XIXe siècle d'une renaissance avec des idées plus libérales sur les questions d'égalité et de droits de la femme, à l'opposé de la stricte tradition confucéenne.
Les premiers missionnaires chrétiens coréens dirigent l'indépendance de la Corée de 1890 à 1907, puis plus tard la création d'un mouvement de libération coréen de 1907 à 1945. Les chrétiens coréens subissent des martyres, des crucifixions, des incendies, des interrogatoires de police et des massacres de la part des Japonais.
Parmi les principaux groupes religieux nationalistes se trouvent:
- Église presbytérienne de Corée (en)
- Mouvement d'Indépendance du 1er Mars 1919
- YMCA coréen
- Révolution paysanne Donghak: Les armées du Donghak sont des résistances paysanes spontanés, à l'origine en lutte contre la corruption à la fin de la dynastie Joseon, et plus tard, contre la confiscation des terres par les Japonais en Corée.
- Armée vertueuse: Des petites armées combattant la police militaire, la cavalerie et l'infanterie japonaises surtout de 1907 à 1918, mais qui ont continué d'exister jusqu'à la fin de la Seconde Guerre mondiale.
- Armée de l'indépendance de la Grande Corée (대한독립군)
- Armée du bureau de l'administration militaire du Nord (=북로군정서)
- Corps de l'indépendance de la Grande Corée ({대한독립군단)
- Armée révolutionnaire de Corée (조선혁명군)
- Armée de l'indépendance de la Corée (한국독립군)
- Corps de volontaires coréens (조선의용대)
- Armée volontaire coréenne (조선의용군)
- Armée de libération de Corée : Les forces armées du gouvernement provisoire de la république de Corée qui prennent part à l'action alliée en Chine et dans certaines parties de l'Asie du Sud-Est tel qu'en Birmanie.
- Légion patriotique coréenne (en) (한인애국단)

Les partisans de ces groupes comprennent des marchands d'armes français, tchèques, chinois et russes, ainsi que des mouvements nationalistes chinois.

### Groupes expatriés
Des groupes de libération d'expatriés sont actifs à Shanghai, dans le nord-est de la Chine, dans certaines parties de la Russie, à Hawaï et à San Francisco. Des groupes ont même été organisés dans des régions dépourvues de diaspora coréenne, comme celle créée en 1906 au Colorado par Park Hee-byung (en). Le point culminant du succès des expatriés est la déclaration d'indépendance de Shanghai.
- Corps d'armée national coréen (국민군단), fondé en juin 1914 à Hawaï.
- Association nationale coréenne (대한인국민회)
- Académie des jeunes coréens (흥사단)

Sun Yat-sen est l'un des premiers partisans de la lutte coréenne contre la domination japonaise. En 1925, les expatriés coréens commencent à bénéficier d'un double soutien à Shanghai : de la part du Kuomintang de Tchang Kaï-chek, et de celui des premiers partisans communistes, qui plus tard se réunissent au sein du Parti communiste chinois.
Peu de soutien concret arrive cependant au mouvement d'indépendance, mais ce développement des relations de longue date contribue à la division de la Corée après 1949, ainsi qu'aux positions opposées entre le sud et le nord.

### Influence monarchiste
Les luttes intestines constantes au sein de la famille Yi, des nobles, sur la confiscation des biens royaux, la dissolution de l'armée royale par les Japonais, l'exécution de personnalités coréennes par le Japon et l'assassinat de la famille royale coréenne par des mercenaires japonais entraînent de grandes difficultés pour les descendants royaux et leurs familles ne trouvent qu'un soutien partiel de la part du mouvement de libération. Une bonne partie des commandants de l'armée vertueuse sont liés à la famille, mais ces généraux et leurs unités sont très largement éliminés en 1918, et les membres cadets des familles contribuent à l'établissement des deux républiques après 1945.

## Liste des meneurs notables du mouvement

### Avant l'annexion

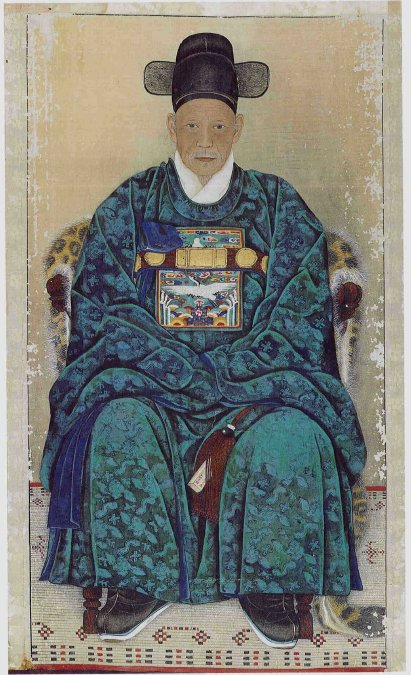
Choi Ik-hyun commence une lutte contre la domination japonaise de la Corée dès 1905 et la signature du traité d'Eulsa. Vaincu, il meurt d'une grève de la faim en 1906.

- Choi Ik-hyun
- Min Young-hwan
- Shin Dol-seok
- Yi Tjoune (en)
- Tjyongoui Yi (en)

### Gouvernement provisoire

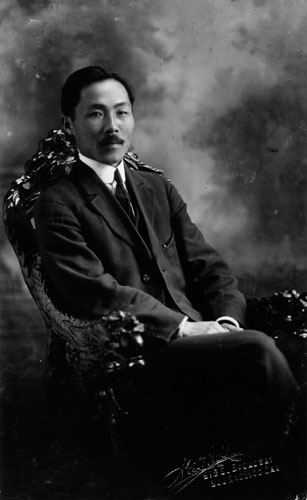
Ahn Chang-ho, auteur possible des paroles de l'hymne national sud-coréen lAegukga.

- Ahn Chang-ho
- Hong Jin
- Jo So-ang (en)
- Kim Koo
- Kim Kyu-sik
- Lee Beom-seok
- No Baek-rin
- Park Eun-sik
- Syngman Rhee
- Yang Gi-tak
- Yi Dong-hwi (en)
- Yi Dongnyeong
- Yi Sang-ryong

### Membres fondateurs
- Ahn Chang-ho
- Han Gyu-seol
- Jeong Jong-myeong
- Cho Man-sik
- Yi Sang-jae
- Sangsul Yi (en)

### Assassins patriotes

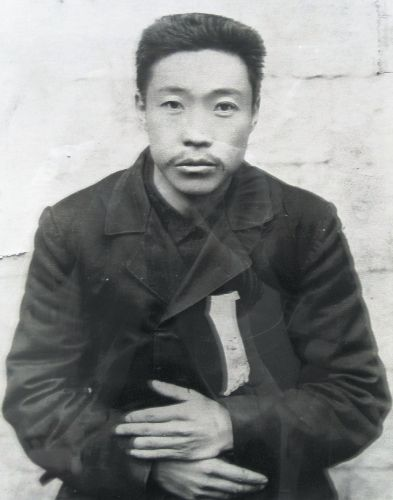
An Jung-geun assassine le résident-général japonais Itō Hirobumi en 1909, un acte qui précipite cependant l'annexion de la Corée par le Japon l'année suivante.

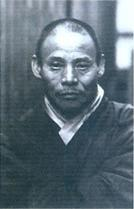
Le prêtre bouddhiste Han Yong-un inspire la résistance passive et la non-violence dans le mouvement d'indépendance coréen.

- An Jung-geun
- Gang Ugyu
- Jang In-hwan (en)
- Jeon Myeong-un (en)
- Jo Myeong-ha
- Kim Ik-sang
- Kim Ji-seop
- Kim Sang-ok
- Lee Hoe-yeong
- Na Seok-ju
- Park Jae-hyeok
- Park Yeol
- Pyeon Gang-ryeol
- Yi Hoeyeong
- Yoon Bong-gil

### Militaires
- An Jung-geun
- Hong Beom-do (en)
- Hwang Byeong-gil
- Ji Cheong-cheon (en)
- Kim Du-bong
- Kim Jwa-jin
- Kim Won-bong
- Lee Beom-seok
- Nam Ja-hyeon
- Park Yong-man (en)
- Seo Il
- Seo Yun-je
- Yang Sebong
- Yun Se-ju

### Religieux
- Han Yong-un
- Maria Kim
- Son Byong-hi (en)
- Lee Seung-hun
- Ryu Gwansun
- Choe Sang-rim (en)

### Historiens

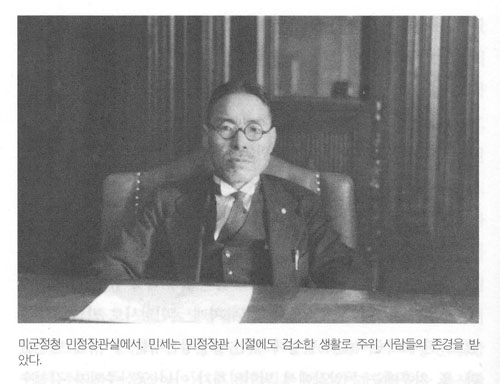
L'historien An Chae-hong revendique une spécificité originale à l'histoire de la Corée et ses écrits lui valent d'être incarcéré neuf fois par les Japonais.

- An Chae-hong
- Choe Nam-seon
- Jeong Inbo
- Mun Il-pyeong (en)
- Park Eun-sik
- Shin Chae-ho

### Poètes
- Shim Hun
- Yi Yuk-sa
- Yun Dong-ju

### Communistes
- Kim Il-sung
- Pak Hon-yong

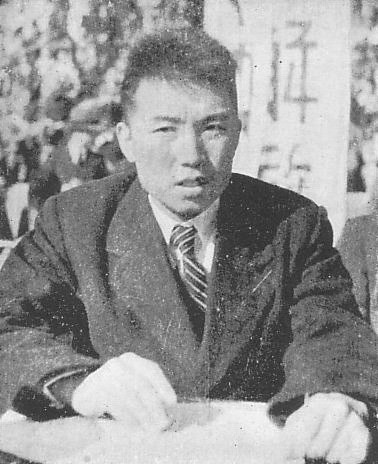
Kim Il-sung lutte contre les Japonais avec l'appui des Soviétiques et fondera finalement la Corée du Nord après la libération.

- Yo Un-hyung, associé aux communistes pendant les années 1920, mais prend plus tard ses distances.

### Soutiens étrangers
- Tchang Kaï-chek
- Ernest Bethel
- Frank Schofield (en)
- Fumiko Kaneko
- George Show
- Homer Hulbert (en)
- Sun Yat-sen
- Lénine
- Tatsuji Fuse